# Залізниця (Рівненський район)
Залі́зниця — село в Україні, в Корецькій міській територіальній громаді Рівненському районі Рівненської області. Раніше було центром Залізницької сільської ради. Населення — 493 особи; перша згадка — 1557 рік. У селі є загальноосвітня школа І ступеня, клуб, публічно-шкільна бібліотека, фельдшерсько-акушерський пункт. Село газифіковане.

## Географія
Селом протікає річка Безіменна.

## Історія

### Визначні дати
- 1612 року село було сплюндроване нападом татар.
- XVIII століття — залізницькі землі захопив польський магнат Щепковський. За його часів зріс видобуток болотної руди.
- 1812 р. — під час франко-російської війни 1812 року Щепковський створив загін, озброївши своїх кріпаків, і влився до польського війська, яке допомагало французам. Після поразки французів до свого маєтку не повернувся і Залізниця перейшла до поміщиків Леонтовичів.
- 1913 р. — збудовано школу, у якій було три класи і один вчитель.
- 1976 р. — встановлено пам'ятний знак землякам, які загинули у Другій світовій війні.
- 1990 р. — упорядковано братську могилу воїнів УПА на східній околиці села[2].

### Історична довідка
Походження назви села відноситься до часів Київської Русі і пов'язується з добуванням заліза з місцевої болотної руди, яке потім йшло на виготовлення холодної зброї у сусідньому селі Харалуг. Тут у часи плейстоцену і голоцену заклались і сформувались поклади лімонітів (болотних руд), які у своєму складі мають до 65 % заліза. За своїми фізичними властивостями вони порівняно легкоплавкі.
Біля Залізниці в урочищі «Німецький ліс» виявлено копальні залізної руди. Ця назва урочища пов'язана з тим, що до початку Другої світової війни на території села проживала велика кількість німецьких колоністів. Тепер, дещо віддалені хутори, на місцевому діалекті звуться «колонії». У селі працював паровий вальцовий млин, велося виробництво цегли-сириці, для будівництва печей і грубок. Але основна частина жителів займалася сільським господарством.
Після війни, на дещо спорожнілі терени, прийшло багато нових переселенців-українців, втікачів з Холмщини, у результаті сумновідомої операції Вісла.
У 1906 році село Межиріцької волості Рівненського повіту Волинської губернії. Відстань від повітового міста 53 верст, від волості 7. Дворів 69, мешканців 422. Польською мовою назва села звучить Желізниця
29 квітня 1944 року тут стався бій між вояками УПА з куреня «Докса» та частинами 19‑ї бригади Внутрішніх військ НКВС. Внаслідок запеклих боїв повстанці відступили до лісу біля села Велика Клецька Межиріцького району. При цьому кожна зі сторін оцінювала свій бій як переможний: за повстанськими даними, з радянського боку загинуло 40 офіцерів і 200 бійців при власних втратах 40 загиблих.

## Постаті
Уродженцями села є Герої України:
- Гордійчук Ігор Володимирович;
- Ступницька Катерина Вікторівна.

## Архітектура

### Покровська церква
Збудована у 1745 році.